# Котов, Павел Вячеславович
Павел Вячеславович Ко́тов (род. 18 ноября 1998, Москва, Россия) — российский теннисист, мастер спорта России (2015). Победитель четырёх турниров ATP Challenger (из них 3 — в одиночном разряде).

## Биография

### Сезоны 2020 и 2021: дебют в ATP-туре, первые победы на челленджерах
Котов дебютировал в ATP-туре в 2020 году на турнире в Санкт-Петербурге, где проиграл в квалификации Юго Эмберу.
В феврале 2020 года завоевал свой первый титул в парном разряде (с другим россиянином Романом Сафиуллиным) на турнире серии «челленджер» во французском Шербуре.
В декабре 2021 года Котов впервые выиграл одиночный «челленджер», проходивший в итальянском городе Форли.

### Сезоны 2022 и 2023: дебют на турнирах Большого шлема и топ-100 рейтинга ATP

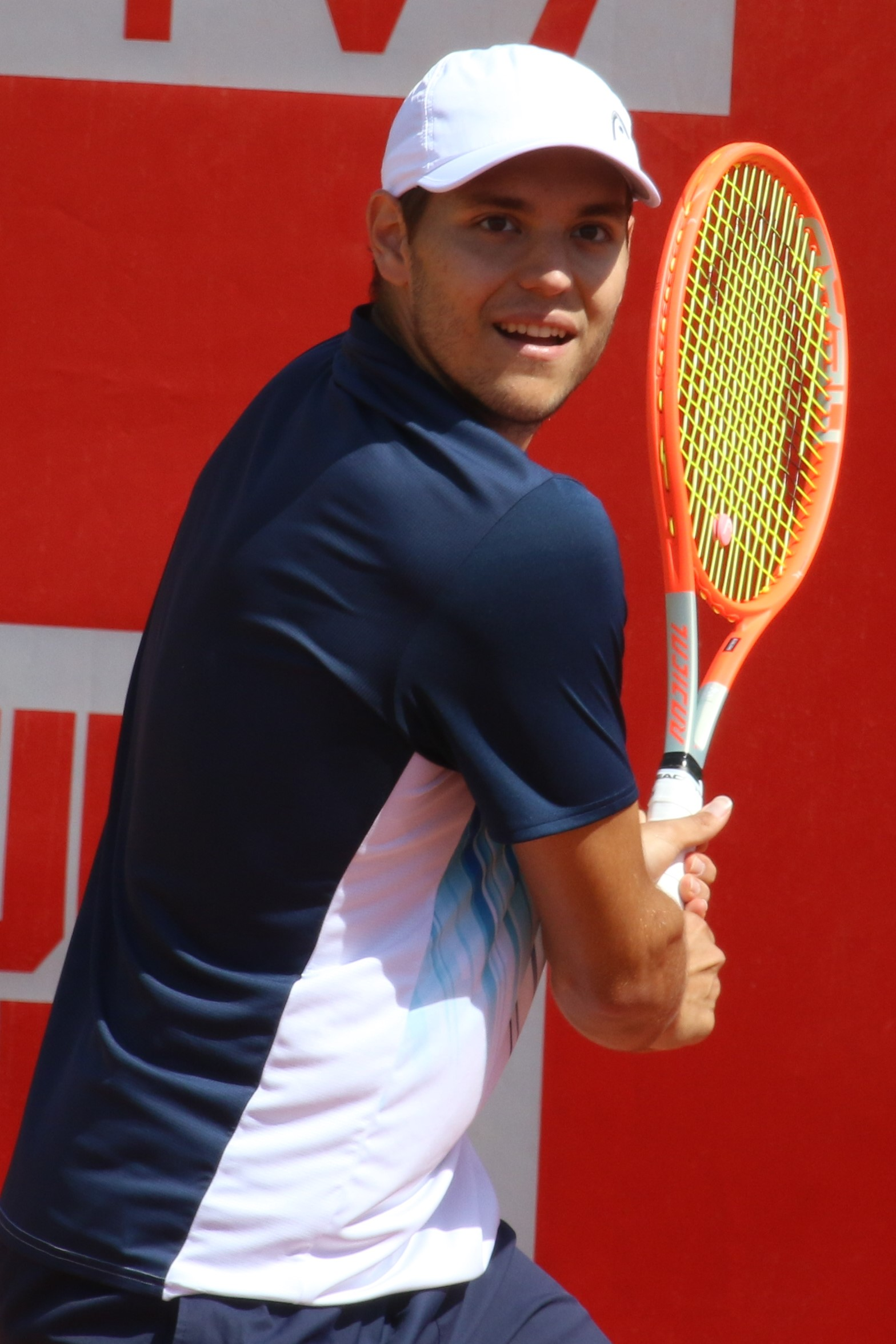
2022 год

В январе 2022 года Котов снова выиграл челленджер в Форли.
В апреле 2022 года выиграл свой первый матч в ATP-туре, пройдя квалификацию на турнире ATP-250 в Марракеше и затем победив девятого сеянного Таллона Грикспора 0:6, 6:2, 6:2.
На Открытом чемпионате Франции 2022 года Котов прошёл квалификацию и дебютировал в основной сетке турниров Большого шлема, где проиграл в четырёх сетах Ботику ван де Зандсхюльпу.
На Открытом чемпионате США 2022 года Котов также преодолел квалификацию и проиграл в первом же раунде основной сетки — Брэндону Накашиме в трёх сетах.
В октябре 2022 года Котов вышел в основную сетку турнира ATP 500 в Астане и в первом раунде победил Алехандро Давидовича Фокину. В результате 10 октября 2022 года вошёл в сотню лучших рейтинга ATP.
На Открытом чемпионате Австралии 2023 года также дошёл до основной сетки и проиграл в первом раунде Таллону Грикспору в трёх сетах.
В апреле 2023 года на турнире ATP 250 в Марракеше Котов впервые дошёл до полуфинала турнира ATP, победив Педро Мартинеса, седьмого сеянного Бенжамена Бонзи и Кристофера О’Коннелла.
В октябре Котов прошёл квалификацию и затем дошёл до финала турнира ATP 250 на харде в зале в Стокгольме. В 1/4 финала Котов обыграл 25-ю ракетку мира Таллона Грикспора со счётом 7:6(2), 6-2. В решающем матче Котов проиграл 37-летнему Гаэлю Монфису со счётом 6:4, 6:7(6), 3:6 за 2 часа и 37 минут. Во втором сете Котов не реализовал три брейк-пойнта на подаче Монфиса при счёте 5:5. Для Котова это был первый в карьере финал турнира ATP. По итогам турнира поднялся на высшее в карьере 81-е место в рейтинге.

### 2024
В середине января 2024 года на турнире Большого шлема Australian Open, Котов в первом круге одиночного разряда победил француза Артюра Риндеркнеша. Это была первая победа Котова в основной сетке турниров Большого шлема.
В мае 2024 года на кортах Ролан Гаррос, Павел Котов за счёт высокого рейтинга напрямую попал в основную сетку турнира. В перовом раунде он смог одержать победу над 32-м сеянным Кэмероном Норри в пяти сетах. Во втором матче победил ветерана тенниса Стэна Вавринку. В третьем круге проиграл 2-му сеянному итальянцу Синнеру в трёх сетах.

## Рейтинг на конец года
| Год  | Одиночный рейтинг | Парный рейтинг |
| 2022 | 117               | 535            |
| 2021 | 225               | 275            |
| 2020 | 272               | 259            |
| 2019 | 251               | 330            |
| 2018 | 344               |                |
| 2017 | 458               | 1076           |
| 2016 | 957               |                |
| 2015 | 1335              |                |

## Выступления на турнирах

### Финалы турнировATPв одиночном разряде (1)
| Легенда                    |
| -------------------------- |
| Турниры Большого шлема (0) |
| Итоговый турнир ATP (0)    |
| ATP Мастерс 1000 (0)       |
| АТР 500 (0)                |
| АТР 250 (0)                |

#### Поражения (1)
| №  | Дата            | Турнир            | Покрытие   | Соперник в финале | Счёт           |
| 1. | 22 октября 2023 | Стокгольм, Швеция | Хард (зал) | Гаэль Монфис      | 6-4 6-7(6) 3-6 |

### Финалы челленджеров и фьючерсов в одиночном разряде (10)

#### Победы (6)
| Условные обозначения |
| Челленджеры (3+1)*   |
| Фьючерсы (3)         |

| Титулы по покрытиям | Титулы по месту проведения матчей турнира |
| ------------------- | ----------------------------------------- |
| Хард (5+1)*         | Зал (3+1)                                 |
| Грунт (1)           | Зал (3+1)                                 |
| Трава (0)           | Открытый воздух (3)                       |
| Ковёр (0)           | Открытый воздух (3)                       |

* количество побед в одиночном разряде + количество побед в парном разряде.
| №  | Дата            | Турнир                    | Покрытие   | Соперник в финале | Счёт           |
| 1. | 9 июля 2017     | Казань, Россия            | Хард       | Ян Сабанин        | 6-2 6-3        |
| 2. | 30 июля 2017    | Казань, Россия            | Хард       | Денис Евсеев      | 7-6(5) 6-2     |
| 3. | 26 ноября 2017  | Валашске-Мезиржичи, Чехия | Хард (зал) | Дан Аддед         | 6-0 7-5        |
| 4. | 12 декабря 2021 | Форли, Италия             | Хард (зал) | Андреа Арнабольди | 6-4 6-3        |
| 5. | 23 января 2022  | Форли, Италия             | Хард (зал) | Кентен Алис       | 7-5 6-7(5) 6-3 |
| 6. | 14 августа 2022 | Сан-Марино                | Грунт      | Маттео Арнальди   | 7-6(5) 6-4     |

#### Поражения (4)
| №  | Дата           | Турнир               | Покрытие | Соперник в финале | Счёт           |
| 1. | 22 апреля 2018 | Шымкент, Казахстан   | Грунт    | Денис Евсеев      | 5-7 1-6        |
| 2. | 4 августа 2019 | Сеговия, Испания     | Хард     | Никола Кун        | 2-6 6-7(4)     |
| 3. | 1 декабря 2019 | Анталья, Турция      | Грунт    | Мильян Зекич      | 6-3 4-6 6-7(4) |
| 4. | 16 июля 2023   | Брауншвейг, Германия | Грунт    | Франко Агаменоне  | 5-7 3-6        |

### Финалы челленджеров и фьючерсов в парном разряде (3)

#### Победы (1)
| №  | Дата            | Турнир                   | Покрытие   | Партнёр         | Соперники в финале         | Счёт               |
| 1. | 16 февраля 2020 | Шербур-Октевиль, Франция | Хард (зал) | Роман Сафиуллин | Дан Аддед Альбано Оливетти | 7-6(6) 5-7 [12-10] |

#### Поражения (2)
| №  | Дата           | Турнир               | Покрытие   | Партнёр          | Соперники в финале           | Счёт       |
| 1. | 17 ноября 2019 | Хельсинки, Финляндия | Хард (зал) | Томислав Драганя | Фредерик Нильсен Тим Пютц    | 6-7(2) 0-6 |
| 2. | 11 апреля 2021 | Оэйраш, Португалия   | Грунт      | Цзэн Цзюньсинь   | Нуну Боржес Франсишку Кабрал | 1-6 2-6    |